# 蕭嗣
蕭嗣（6世紀—550年），字長胤，南蘭陵郡蘭陵縣（今江蘇省常州市武進區）人，南朝梁宗室，鄱陽忠烈王蕭恢之孫，鄱陽嗣王蕭範之子。

## 生平
蕭嗣初以鄱陽嗣王蕭範嗣子的身份拜鄱陽世子。蕭嗣容貌豐偉，腰帶寬達十圍，同時個性驍果，有膽識謀略，又傾其所有養士，死士也皆願以死效忠。
太清二年（548年），侯景之亂爆發。十一月，蕭嗣受父親南道都督、鄱陽嗣王蕭範派遣，與西豫州刺史裴之高、建安太守趙鳳舉各自率兵支援在前線抵禦侯景進攻的邵陵王蕭綸，在蔡洲駐軍以等待上流援軍，但最終被侯景的軍隊擊敗。
太清三年（549年）正月，因侯景的軍隊已包圍臺城，臺城與援軍之間的通信被切斷。此時，蕭嗣的部屬李朗請命接受鞭刑，並以自己因得罪主人而被施刑為由詐降侯景，然後伺機潛入臺城。蕭嗣依計行事，李朗得以成功進入臺城，城中方知援兵四集的情形。數日後，蕭嗣等人率軍渡過淮水，進攻已被侯景佔據的東府城的前柵，並將柵欄焚燒，侯景也因此暫時後退。三月，臺城失陷，蕭嗣等援軍將領退還本鎮。
大寶元年（550年）三月，蕭嗣在三章擊退侯景的部將任約，隨後在三章駐軍鎮守，稱之為“安樂柵”。四月，蕭範分豫州晉熙等郡置晉州，派遣蕭嗣擔任刺史。當時，蕭範與江州刺史蕭大心都駐扎在江州境內，但各自為政，互相對立。蕭大心因蕭範與自己作對，派兵攻擊蕭範的屬將莊鐵。蕭嗣平素與莊鐵的關係很好，於是請求父親發兵救之。
五月，蕭範去世，祕不發喪，蕭嗣仍在晉熙據守，後來由於城中的糧食耗盡，士兵皆疲乏無力。與蕭範早有聯絡的東魏見此情形，派遣牒雲洛等人前往晉熙迎接其子蕭嗣移鎮皖城。七月，任約率軍進攻晉熙，牒雲洛等人逃走，尚未來得及隨牒雲洛離開晉熙的蕭嗣只能獨自迎戰任約。蕭嗣的部屬見敵軍強盛，皆勸說蕭嗣不要迎戰。蕭嗣卻叱罵道：「今日之戰，蕭嗣效命死節之秋也。」蕭嗣在與任約的軍隊作戰時，被箭射中頸部，但仍堅持帶箭手殺數人，等到敵軍退卻後才讓部屬拔箭，於是氣絕身亡。蕭嗣死後，妻、子皆被任約俘虜。